# Roure de Can Codorniu
El Roure de Can Codorniu era un roure (Quercus x cerrioides) de Sant Sadurní d'Anoia (Alt Penedès), que estava declarat Arbre Monumental. Situat a la plaça de les caves Raventós i Blanc, davant de la porta principal de les caves Codorniu, era un símbol de les caves Raventós i Blanc, fundades el 1986.
Aquest arbre va ser el primer a ser catalogat com a monumental, el 1987, juntament amb el Pi de les Tres Branques. Tenia una alçària de 17 metres, un volt del canó de 5,22 metres i una capçada mitjana de 22,5 metres. Se li atribueix una antiguitat aproximada de 550 anys. El 2009 es va inclinar i les seves arrels es van trencar, però seguí brotant cada any, fins al 2016. El tronc del roure es manté com un monument juntament amb els cinc petits rourets que han crescut al seu voltant.
L'escriptor Jaume Raventós el va citar el 1932 a La vida al camp. Memòries d'un cabaler, on transcriu els seus records de joventut a la masia pairal: Can Codorniu.
| «                                                        | ...però tots els arbres, callen i aguanten l'alè davant el roure gros a tres-centes passes del portal del pati de la casa. (...). Això sí que és un arbre! | » |
| — Jaume Raventós, La vida al camp. Memòries d'un cabaler | |   |

L'Alzina de Can Ros (Subirats) era considerada la seva núvia. Es podien veure l'una a l'altre, malgrat la gran distància que els separava (es troben separats gairebé 4 km en línia recta i una diferència de 250 m d’altitud).